# Stawy (Łódź)
Pour les articles homonymes, voir Stawy.
Stawy (prononciation [ˈstavɨ]) est un village de la gmina de Góra Świętej Małgorzaty, du powiat de Łęczyca, dans la voïvodie de Łódź, situé dans le centre de la Pologne.
Il se situe à environ 8 kilomètres à l'est de Góra Świętej Małgorzaty (siège de la gmina), 15 kilomètres à l'est de Łęczyca (siège du powiat) et 32 kilomètres au nord de Łódź (capitale de la voïvodie).

## Administration
De 1975 à 1998, le village était attaché administrativement à l'ancienne voïvodie de Płock.

Depuis 1999, il fait partie de la nouvelle voïvodie de Łódź.